# Hidátodo

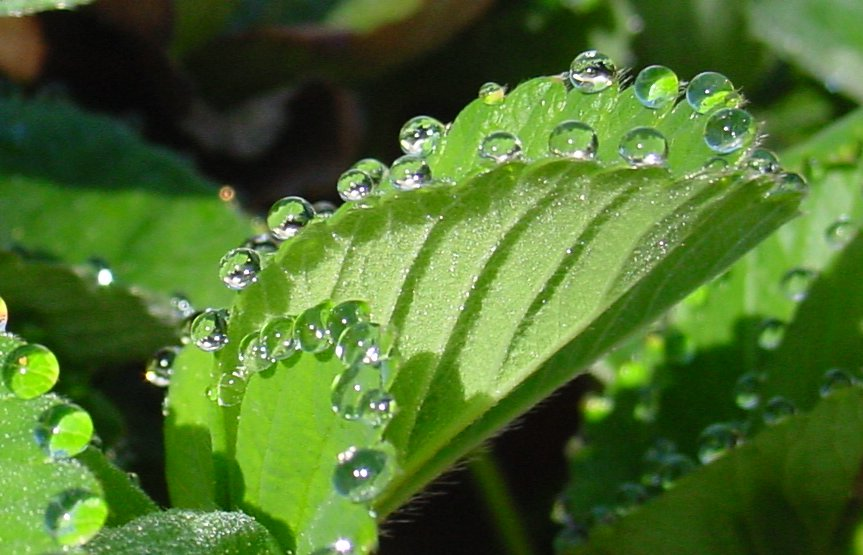
Gotitas de agua producidas por gutación en una dicotiledónea.

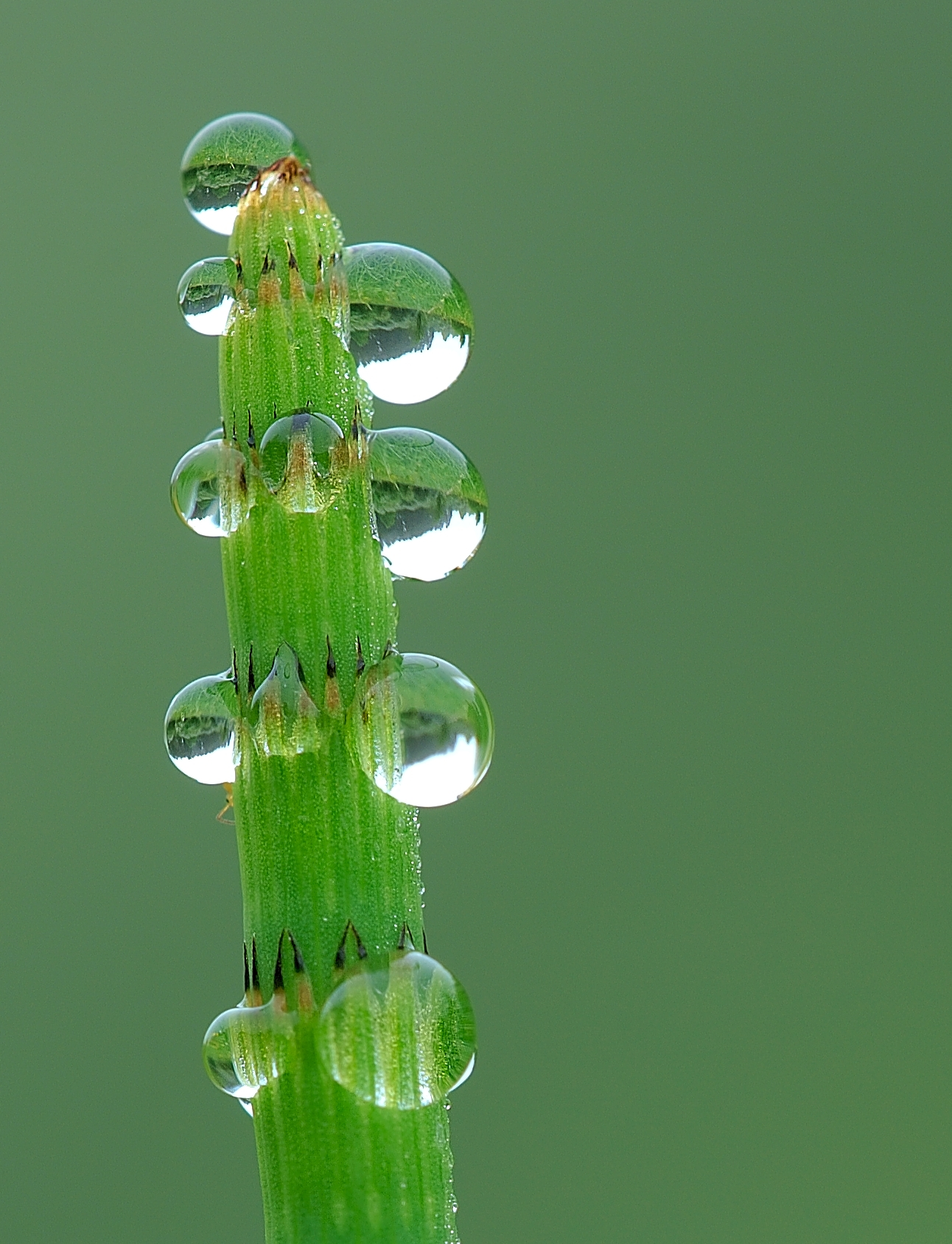
Gotitas de agua producidas por gutación en Equisetum

Un hidátodo es un tipo de estoma no funcional, que perdió la capacidad de moverse,  que secreta agua líquida por el proceso de gutación (del latín gutta, que significa gota). Debajo del estoma, el mesófilo se modificó: se presenta como un tejido flojo (epitema).
La gutación, fenómeno observable como pequeñas gotas de agua en la epidermis foliar, se produce cuando la planta está en condiciones que favorecen la absorción rápida de agua y minerales y una transpiración mínima, como sucede con las plantas que crecen en suelos húmedos, durante la noche. Los iones minerales absorbidos de noche son bombeados al apoplasto que rodea a los elementos del xilema. Esta pérdida de solutos hace que disminuya el potencial agua en los elementos del xilema, generando un ingreso de agua desde las células circundantes. Al aumentar la presión dentro del xilema el agua es forzada eventualmente a salir a través de los hidatodos foliares.
Los hidátodos se hallan distribuidos en  muchas especies de Angiospermas (350 géneros pertenecientes a 115 familias botánicas). En plantas tropicales como Colocasia (Araceae), la cantidad eliminada por noche supera los 300 ml de agua.

## Clasificación
Los hidatodos pueden ser de dos tipos:
- Pasivos, como los de Gramineae, que eliminan agua por ósmosis cuando aumenta la presión radical.
- Activos, la mayoría de los hidatodos epitémicos  (Tropaeolum, Saxifraga) y tricómicos (Cicer, Phaseolus); son glándulas que trabajan independientemente de la presión radical.

Los hidatodos epidérmicos o tricómicos secretan una solución acuosa con algunos compuestos orgánicos o inorgánicos (secreción ecrina, por bombeo de iones metálicos a través de la membrana plasmática).
En hojas jóvenes y tallos de Cicer arietinum los hidatodos epidérmicos consisten en un pedúnculo uniseriado y una cabeza oval pluricelular. La solución se acumula bajo la cutícula y cuando alcanza un cierto volumen se abren poros en la cutícula y aparecen gotitas en la superficie. La presencia de numerosas mitocondrias indica que la secreción es activa.
Los hidatodos epitémicos presentan un tejido parenquimático especializado, el epitema, situado al final de una o varias vénulas de las hojas. Rodeando el epitema hay una vaina de células apretadamente dispuestas, a menudo con las paredes adyacentes cutinizadas, formando una capa de tipo endodérmico, que impide el reflujo apoplástico. Muchas de estas células están diferenciadas como células de transferencia. Hacia el exterior, el epitema está limitado por la epidermis, y la salida del agua se produce a través de uno o varios estomas modificados, que se diferencian porque las células oclusivas usualmente no pueden cerrar el ostíolo.